# BVG-Baureihe J

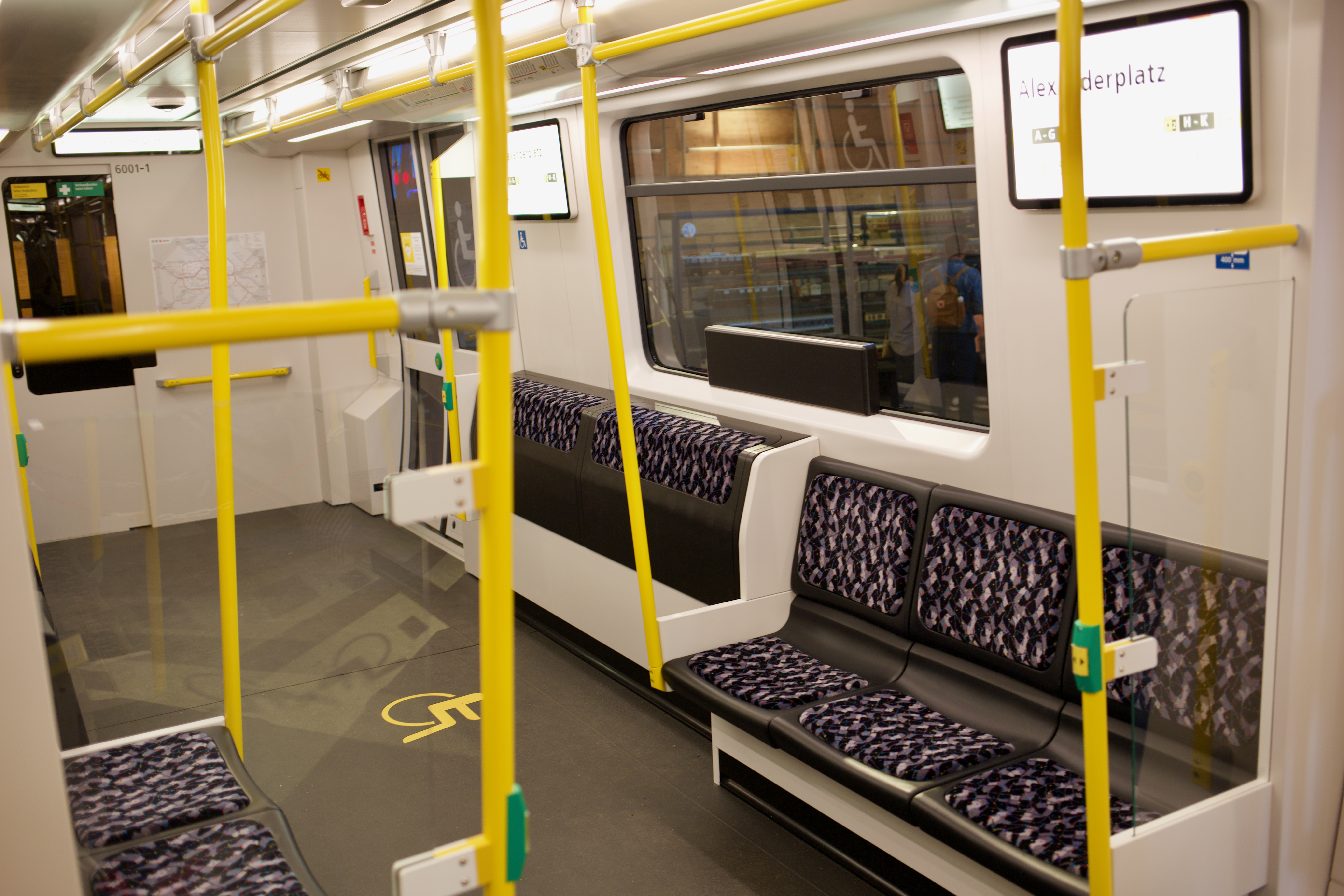
Mock-up der Baureihe JK, der analogen Baureihe für das Kleinprofil, ausgestellt im Deutschen Technikmuseum in Berlin

Die Baureihe J ist ein von den Berliner Verkehrsbetrieben (BVG) für das Großprofilnetz der Berliner U-Bahn bestellter Fahrzeugtyp. Die ersten Züge sollten ursprünglich ab Herbst 2022 an die BVG ausgeliefert werden, was sich aber verzögerte. Inzwischen wird mit einer serienmäßigen Auslieferung ab 2026 gerechnet.

## Vorgeschichte
Nachdem die BVG 2002 die letzten Züge der BVG-Baureihe H erhalten hatte, konnte Berlin aus finanziellen Gründen über Jahre keine neuen Fahrzeuge für das Großprofilnetz der U-Bahn beschaffen. Lediglich für das Kleinprofil wurden bis 2007 noch Züge der BVG-Baureihe HK und ab 2015 der BVG-Baureihe IK beschafft. Mitte der 2010er Jahre war der Wagenpark der U-Bahn daher deutlich überaltert, im Großprofil betrug das Durchschnittsalter 26 Jahre, im Kleinprofil 28 Jahre, die ältesten Züge stammten aus dem Jahr 1964. Provisorisch wurden daher ab 2015 neue Züge der Baureihe IK mit zusätzlichen Trittbrettern zur Spaltüberbrückung ausgerüstet, um auf Großprofilstrecken eingesetzt werden zu können.

## Beschaffung
Aufgrund der steigenden Fahrgastzahlen und der Überalterung des Fahrzeugparks bewilligte der Berliner Senat der BVG im Jahr 2016 die Beschaffung einer neuen Fahrzeuggeneration für Klein- und Großprofilnetz der U-Bahn. Im Oktober 2016 schrieb die BVG die Beschaffung europaweit aus. Insgesamt sollten bis zu 440 Wagen für das Kleinprofil und 1060 für das Großprofil beschafft werden. In der Ausschreibung setzte sich der Hersteller Stadler gegen das Konsortium von Siemens und Bombardier sowie den französischen Hersteller Alstom durch und erhielt im Mai 2019 den Zuschlag. Alstom legte vor der Berliner Vergabekammer Einspruch ein und erhob, nachdem der Einspruch abgelehnt worden war, vor dem Kammergericht Berlin Klage. Das Kammergericht wies die Klage jedoch am 20. März 2020 zurück. Die BVG konnte damit die Bestellung bei Stadler auslösen. Stadler errichtete für den Auftrag eigens neue Werkhallen in seinem Pankower Werk, wofür das Unternehmen 70 Mio. € investierte.
In einem ersten Abruf orderte die BVG bei Stadler 376 Wagen. Entsprechend der BVG-Nomenklatur werden die beiden Fahrzeugtypen als Baureihe J (für das Großprofil) und Baureihe JK (für das Kleinprofil) bezeichnet. Die Züge werden von Stadler Pankow gefertigt. Im Herbst 2022 sollten ursprünglich je 12 Wagen der beiden Baureihen ausgeliefert werden und einem umfangreichen Testbetrieb unterzogen werden. Dann war von einer Verzögerung der Auslieferung der Testzüge um ein Jahr bis in den Herbst 2023 die Rede, als Ursache wurden Lieferverzögerungen  bei Einzelteilen angeführt. Ende Oktober 2023 lag jedoch noch kein konkreter Zeitplan vor. Nach der Zulassung sollte 2024 die Serienlieferung starten. Zunächst waren bis Ende 2025 140 Wagen der Baureihe JK und 236 Wagen der Baureihe J zur Auslieferung vorgesehen. Zuvor hatte die BVG ab Juni 2021 im Deutschen Technikmuseum Berlin (DTM) ein Mock-up der Baureihe JK ausgestellt, um die Gestaltung des Innenraums und des Führerstands im Detail zu testen und festzulegen. Der erste Zug für Testfahrten wurde schließlich im Oktober 2024 geliefert.
Teil des Auftrags an Stadler ist auch eine Ersatzteilgarantie für 32 Jahre nach Auslieferung des letzten Fahrzeugs. Vertraglich vereinbart ist eine Mindestabnahmemenge von 606 Wagen beider Baureihen. Über den Verkehrsvertrag des Landes Berlin mit der BVG sind insgesamt 756 Wagen der Baureihe J und 262 Wagen der Baureihe JK bereits finanziert. Die 756 Wagen der Baureihe J sollen bis 2030 ausgeliefert werden. Es besteht zudem eine Option über weitere 304 Wagen der Baureihe J, deren Auslieferung bei Ziehung der Option bis 2033 vorgesehen ist, und 178 Wagen der Baureihe JK, die bis 2035 kommen könnten.

## Fahrzeugbeschreibung
Wie bereits bei den Vorgängerbaureihen besteht ein Zug der Baureihe aus bis zu sechs Wagen, die als Endwagen mit Führerstand an einem Ende und Übergang am anderen Ende oder als Mittelwagen mit beidseitigen Übergängen ausgeführt sind. Es können dabei durchgängige Zwei-, Vier- oder Sechs-Wagen-Züge gebildet werden. Abgeliefert werden die vorgesehenen 236 Wagen der Baureihe J in Form von 52 Zweiwagen- und 33 Vierwagenzügen. Möglichst viele Bauteile sind typgleich mit der Baureihe JK konstruiert, um den Ersatzteilaufwand gering zu halten.
Der Wagenkasten besteht aus Aluminium, wie bei den Vorgängerbaureihen erhält er drei Doppeltüren auf jeder Seite. Diese weisen eine Breite von 1300 mm auf. Gegenüber der Baureihe IK wurden die Türsäulen deutlich schmaler, der Innenraum wirkt damit großzügiger und breiter. Zwischen den Türen ist jeweils nur noch ein statt zwei Fenster vorgesehen, um die Wartungskosten  zu reduzieren und im Innenraum mehr Platz für die Monitore zur Fahrgastinformation zu haben. Ein zweiteiliger Zug soll insgesamt 40 Sitzplätze und 174 Stehplätze (4 Personen pro Quadratmeter) aufweisen, ein vierteiliger Zug 112 Sitzplätze und 347 Stehplätze. Die Baureihe J erhält ein Fahrgastinformationssystem mit Monitoren und Außenanzeigen an den Stirnseiten und in den Seitenwänden.
Die Motoren für die Baureihe kommen von Traktionssysteme Austria (TSA) aus Wiener Neudorf.